# Paweł Orleański
Paweł Michał Orleański (ur. 17 lipca 1974 w Bytomiu) – polski aktor filmowy, telewizyjny, dubbingowy i teatralny, model, prezenter telewizyjny, lektor reklamowy.

## Życiorys
W 1993 roku ukończył XII Liceum Ogólnokształcące we Wrocławiu. W 1998 roku otrzymał dyplom ukończenia wrocławskiego Wydziału Aktorskiego Państwowej Wyższej Szkoły Teatralnej im. Ludwika Solskiego w Krakowie. W 1999 roku był prowadzącym teleturniej "Bądź gotowy dziś do drogi" na antenie TVP1.
20 października 2001 roku zadebiutował na scenie Teatru Polskiego we Wrocławiu jako Bjarne w przedstawieniu Imię Jona Fosse’a w reżyserii Tomasza Mana. Występował także w Teatrze Poniedziałkowym we Wrocławiu (2003). Pojawił się w niewielkich rolach w serialach telewizyjnych: Życie jak poker, Samo życie, Biuro kryminalne, Fala zbrodni. Podjął współpracę z TV4, gdzie prowadził teleturnieje: Daję słowo (2003–2006), Przetrwanie (2006) i Lingo (2007). Prowadzi program popularnonaukowy Galileo, emitowany od kwietnia 2007 roku na antenie stacji TV4, a także jest lektorem w programie Dekoratornia oraz w produkcjach Discovery Channel. Od 2007 bierze także udział w różnych telewizyjnych reklamach. W 2014 roku był lektorem 1. sezonu paradokumentalnego Dzień, który zmienił moje życie.
Jest twórcą i założycielem Fabryki Dźwięków Różnych, która zajmuje się produkcją reklam radiowych, postprodukcją reklam telewizyjnych, udźwiękowieniem filmów i prezentacji multimedialnych, montażem filmów reklamowych i korporacyjnych oraz montażem i udźwiękowieniem trailerów filmowych, mieszczącej się na warszawskiej Saskiej Kępie.
Od 22 września 2017 do 4 stycznia 2019 był prowadzącym teleturniej The Wall. Wygraj marzenia, emitowanego na antenie TVP1. Od 12 maja do lipca 2020 prowadzący Galileo w domu na antenie TV4.

## Życie prywatne
W czerwcu 1999 ożenił się z aktorką Joanną Pierzak, którą poznał na pierwszym roku studiów aktorskich. Mają córkę Antoninę (ur. listopad 2006).
W 2003 w letnim teatrze Pod Gryfami przy wrocławskim Rynku zagrali razem małżeństwo w spektaklu Oskar i Ruth Ingmara Villquista w reżyserii Tomasza Mana.

## Filmografia
- 1998–1999: Życie jak poker (serial TV) jako Grzegorz, chłopak Marysi Połczyńskiej
- 2002–2006: Samo życie (serial TV Polsat) jako Marcin, analityk kredytowy
- 2002: Wiedźmin (serial TV) jako elf dobity przez Geralta
- 2005: Biuro kryminalne (serial TV) jako Stefan Szczygieł
- 2005–2006: Warto kochać (serial TV) jako krawiec
- 2006: Będziesz moja (serial TV) jako Robert Morawski, narzeczony Justyny
- 2006: Fala zbrodni (serial TV) jako ksiądz (odc. 54)
- 2006: Kryminalni (serial TV) jako Wiktor Karczyński (odc. 64, 65)
- 2006: Fałszerze – powrót Sfory (miniserial TV) jako patolog
- 2007: Plebania (serial TV) jako Marcel Czarnecki
- 2009: Na dobre i na złe (serial TV) jako mąż Heleny, ojciec Jana
- 2010: Operacja Reszka jako Gruby
- 2011: Świat według Kiepskich gościnnie jako Riko i Koko
- 2011: Ojciec Mateusz jako Robert Król (odc. 81)
- 2013: Hotel 52 jako Konicki (odc. 82)